# Scheibe Bergfalke III
Der Scheibe Bergfalke III ist ein Segelflugzeug-Doppelsitzer in Gemischtbauweise für Schulungs- und Leistungsflug des Herstellers Scheibe-Flugzeugbau in Dachau.

## Konstruktion
Der Rumpf besteht aus einem in Fachwerkbauweise geschweißten Stahlrohrgerüst, welches im vorderen Bereich viergurtig und im hinteren Bereich dreigurtig gefertigt und bespannt wurde. Die Sitze liegen auf gleicher Bauhöhe hintereinander und sind mit einer einteiligen, seitlich wegklappbaren Haube versehen. Der Rumpf ist mit Bug- und Schwerpunktkupplung versehen. Als Fahrwerk dient ein fest eingebautes Zentralrad, das an einer Kufe mit einem Zentralfederbein montiert ist.
Der Tragflächenaufbau ist klassisch einholmig gestaltet und montagefreundlich geteilt. Das Profil ist ein Mü-Profil 14,5 %. Das Leitwerk ist als freitragender Holzaufbau gestaltet. Die Flossen sind mit Sperrholz und die Ruder mit Stoff beplankt. Das Seitenleitwerk ist fest am Rumpf montiert; das Höhenleitwerk ist demontierbar.

## Technische Daten

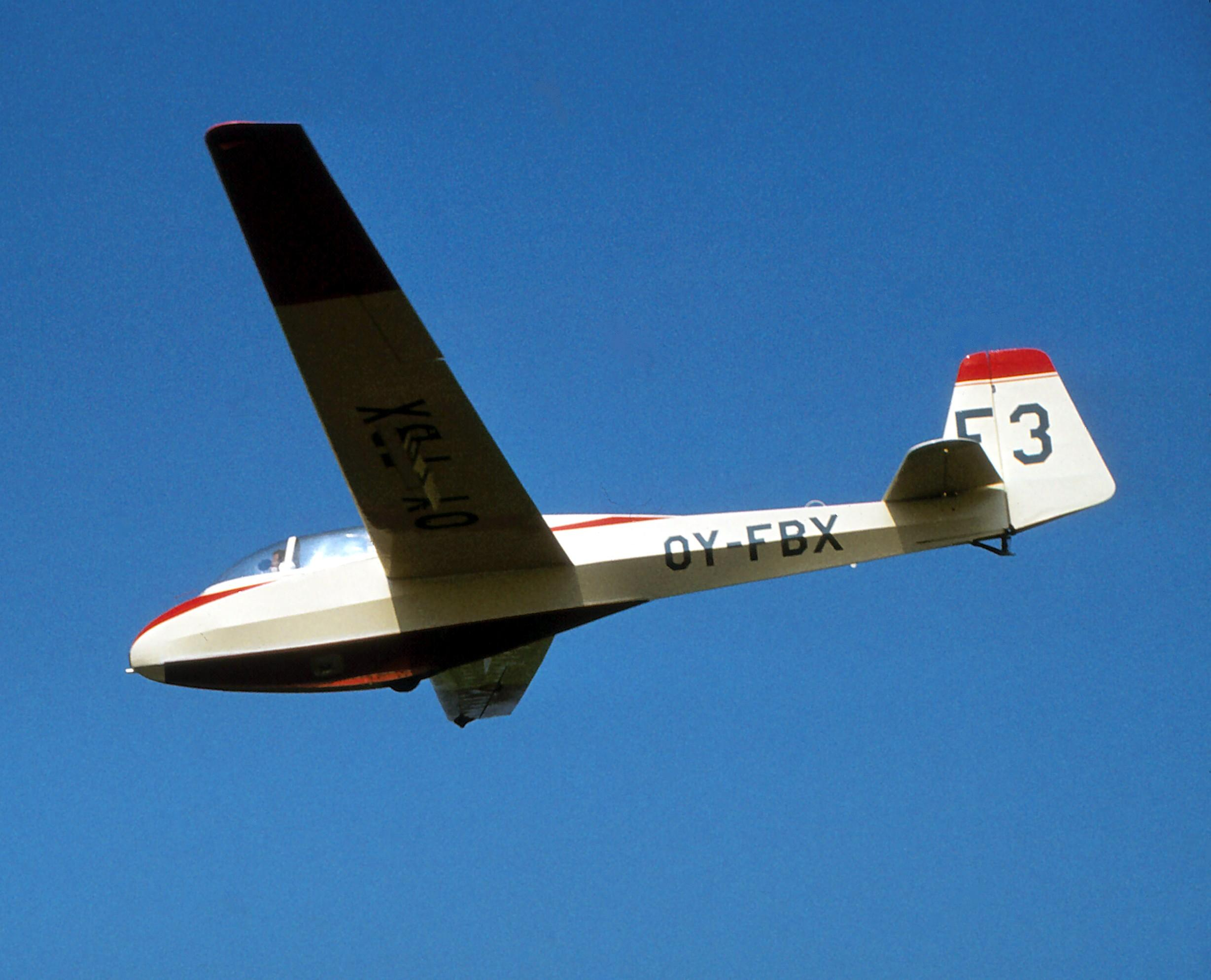
Bergfalke III in Dänemark

| Kenngröße              | Daten                |
| ---------------------- | -------------------- |
| Besatzung              | 1–2                  |
| Länge                  | 8 m                  |
| Spannweite             | 16,60 m              |
| Flügelfläche           | 17,70 m²             |
| Flügelstreckung        | 15,6                 |
| Gleitzahl              | 28 bei 85 km/h       |
| Geringstes Sinken      | 0,72 m/s bei 65 km/h |
| Leermasse              | 275 kg               |
| max. Zuladung          | 190 kg               |
| max. Startmasse        | 465 kg               |
| max. Flächenbelastung  | 26 kg/m²             |
| Mindestgeschwindigkeit | 55 km/h              |
| Höchstgeschwindigkeit  | 180 km/h             |